# 魔神凱撒
《魔神凱撒》（日语：マジンカイザー），是以無敵鐵金剛系列為基礎衍生的作品，最早為遊戲的原創機體，造型由永井豪親自設計，不過後續OVA動畫作品都是永井豪本人未參與的原創作品。

## 概要
魔神凱撒最早出現於1998年發售的回合制戰略角色扮演遊戲《超級機器人大戰F完結篇》，由無敵鐵金剛作者永井豪親自設計機體造型並提供一些故事背景給遊戲編劇發揮，魔神凱撒在每一作機戰出現的故事設定也有所不同。
由於魔神凱撒帥氣的外型與強悍的戰力讓它的人氣爆棚，受歡迎程度高到推出OVA作品。目前有三部，分別為《魔神凱撒》和《魔神凱撒 死鬥！暗黑大將軍》及大幅更改設定的《魔神凱撒SKL》。
（Kaiser）在德文中為皇帝、帝王的意思，故有「魔神皇帝」的稱號。

## 武裝
巨型飛彈／巨人飛彈
與無敵鐵金剛的鐵甲飛彈類似，在腹部單發發射的飛彈，尺寸非常巨大。
光子力光束
與無敵鐵金剛同樣由眼部發射的光束，但因機體的出力相差而威力有所差距。
其他譯名：原子能射線（臺灣）、光子力射線（香港）
硫酸龍捲風
與無敵鐵金剛的氣體硫酸類似，是在口的部份射出複數龍捲風的武器。出力比氣體硫酸更高，攻擊範圍更廣，曾試過波及到目標機械獸以外的都市。由於威力巨大，反作用力亦十分強勁。作品使出時曾令魔神凱撒大幅後退。
其他譯名：龍捲硫酸（香港）、鏽蝕龍捲（遊戲《機動戰隊》）
渦輪粉碎鐵拳
與無敵鐵金剛的金剛飛拳類似。發射時前臂螺旋狀的刀刃會迴轉，以增加飛拳的貫通力及威力。OVA前的凱撒前臂的螺旋狀刀刃為收納式。
其他譯名：旋转爆碎飞拳（遊戲《SRW30》簡中版）、凱撒超速飛拳（臺灣）、極速旋轉飛拳（香港）
雙肩斬刃／凱撒寶劍（肩）
與金剛大魔神的金剛寶劍類似。為收納在雙肩的雙面刃直劍，擁有可以輕易切開超合金新Z的威力。
《F完結篇》、《α》名為雙肩斬刃、在《超級機器人大戰α外傳》後名稱變為凱撒寶劍。OVA系列只在續作《死鬥！暗黑大將軍》有使用。
設計上《F完結篇》、《α》與《α外傳》、《死鬥！暗黑大將軍》有分別。《X》雖然名為雙肩斬刃，但設計則是使用凱撒寶劍的樣子。
火炎散射
與無敵鐵金剛的金剛火焰同樣是在以胸部放熱板射出熱線的武器。威力上為金剛火焰的數十倍以上。
OVA中曾試過單單是在遠距離射出熱線，發出的熱力已經足以溶化機械獸。
《α外傳》中熱線並非在放熱板射出，而是在胸部中央的Z標記部分射出高熱能量。
其他譯名：火焰噴射（遊戲《SRWDD》）、爆燃烈焰（遊戲《機動戰隊》）、凱撒火焰（臺灣）、火神烈焰（香港）
凱撒寶劍（胸）
OVA系列第1作使用的凱撒寶劍。從胸口的Z紋章拔出的雙面刃直劍，劍身比起凱撒的機體身高更長，是魔神凱撒真正操縱者的證明。
《超級機器人大戰J》以後的遊戲通常以「終極凱撒寶劍」代表胸口的劍，雙肩的就以「凱撒寶劍」為名以作區別。
帝皇飛翼
OVA前的飛翼是類似金剛大魔神的Scramble Dash置於機體內；而在OVA版，機體跟帝皇飛翼是採用分離設定，必要時可以合體或者分離。
OVA版中帝皇飛翼會隨使用目的變更形狀，要當成飛翼迴旋標時會變作的形狀；飛行時則會伸長以提昇飛行能力；使用凱撒新星時則會變成像惡魔翅膀般的形態。
冷凍光束
與無敵鐵金剛同樣由耳部發射的冷凍光束。發射時角尖會向前傾。
凱撒新星
首次出現在丸山功一版的漫畫。當時名為。魔神凱撒的最強攻擊，是將光子力反應爐出力推至最大，以全身莫大的能量一氣攻向敵人。
其他譯名：凱撒星爆（遊戲《機動戰隊》）
魔神雙皇擊
魔神凱撒與鐵金剛皇帝G的合體攻擊。首次出於《超級機器人大戰X》。是在能量百分百充填及火力全開狀態下同時向對手使出雷霆爆破（サンダーボルトブレーカー）及光子力光束的招式。

## 超級機器人大戰版
魔神凱撒誕生於《超級機器人大戰》，由永井豪親自設定。
2010年11月25日推出的《超級機器人大戰L》參戰後相隔8年時間後，再度回歸《超級機器人大戰系列》，在2018年3月29日推出的《超級機器人大戰X》以「魔神凱撒（原創版）」的名義再度成為參戰作品之一。故事中由於無敵鐵金剛ZERO的力量，兜甲兒和劍鐵也掉進因果盡頭，但藉由隊伍眾人及宙斯神的幫助，得而從不同的平行世界召喚出魔神凱撒和鐵金剛皇帝G（マジンエンペラーG）。

### 登場作品
| 原創參戰 | OVA作品名義參戰 | 原創模型參戰       |
| --- | --- | ------------------ |
| - 超級機器人大戰F完結篇 - 超級機器人大戰α - 超級機器人大戰α外傳 - 第2次超級機器人大戰α - 第3次超級機器人大戰α - 超級機器人大戰X | - 超級機器人大戰GC - 超級機器人大戰J - 超級機器人大戰XO - 超級機器人大戰W - 超級機戰學園 - 超級機器人大戰L - 超級機器人大戰Card Chronicle - 超級機器人大戰X-Ω - 超級機器人大戰DD - 超級機器人大戰Y（只有《死鬥！暗黑大將軍》） | - 超級機器人大戰30 |

### 主題曲
歌：水木一郎／作詞：永井豪／作曲：渡辺宙明

## OVA版

### 故事簡介
魔神凱撒
企圖征服世界的赫爾博士，在阿修羅男爵率領機械獸軍團猛攻下，讓無敵鐵金剛們陷入苦戰……但突然出現新的無敵鐵金剛！
魔神凱撒 死鬥！暗黑大將軍
邁錫尼帝國「暗黑大將軍」手下七大將軍，統率戰鬥力超越機械獸的戰鬥獸，擊潰了「魔神軍團」；此刻只有魔神凱撒挺身而出才能避免人類被消滅……

### 登場人物
- 兜甲兒：石丸博也
- 劍鐵也：家中宏
- 弓莎也佳：内川藍維
- 炎純：齋賀觀月
- 阿強：立木文彦
- 兜志郎：相田さやか
- 弓教授：八奈見乘兒
- 蘿莉：平松晶子
- 蘿露：菊池志穗
- 赫爾博士：富田耕生
- 阿修羅男爵：柴田秀勝、北濱晴子
- 賈蜜兒Q：柚木涼香
- 暗黑大將軍：飯塚昭三
- 哥隆大公：長克巳

### 設定
- 魔神凱撒是兜十藏秘密製造的最強鐵金剛，擁有能夠超越神或者消滅惡魔的力量。
- 「擁有魔神Z，你可以成為神或惡魔！但是，擁有魔神凱撒，甲兒，你連神都可超越，連惡魔都可消滅！」
- 魔神凱撒的力量甚至連魔神Z的超合金Z裝甲都能夠徒手拆除！裝甲由「超合金新Zα」所製成，是最強的合金、擁有最強防禦力，連岩漿都沒法讓魔神凱撒造成一絲損傷。
- 在劇中當魔神Z（主要是甲兒）發生危機時，魔神Z內部程式會以指揮艇將甲兒帶往魔神凱撒所在的機庫，去駕駛魔神凱撒。
- 跟原作不同的是，甲兒的祖父——兜十藏，他在原作中因被鐵甲面軍團的襲擊，遺留了最強的超級機器人——魔神Z給甲兒之後而死去。但在魔神凱撒的設定是，遺留了最強的超級機器人——魔神Z給甲兒之後，神秘失蹤、生死未明。
- 大魔神在原作設定中，是由甲兒的父親——兜劍造所製造比魔神Z還要強的超級機器人。而在此作中，大魔神是根據兜十藏所遺留設計圖而做出來的雛型，是跟魔神Z的裝甲一樣的材質——超合金Z做成的。另在魔神凱撒的機庫中，有遺留下真正的大魔神（原創），是由兜十藏親自製作出來的，裝甲跟原作一樣是「超合金新Z」。但在《死鬥！暗黑大將軍》又改回由兜劍造所製造出來的設定，裝甲跟原作一樣是由「超合金新Z」所製。
- 賈蜜兒Q三姊妹其中兩位為有血有肉的人造人，另一位則是忠於原作的人造機械人。
- 在《魔神凱撒 死鬥！暗黑大將軍》中，魔神凱撒擁有的「帝皇寶劍」，改為由雙肩所拿出的雙劍，但威力卻比之前差。而在舊動畫中，當鐵金剛面臨緊急之時，可以使出「魔神力量」，將出力瞬間增幅的機能，也在此作出現。

### 主題曲

#### 魔神凱撒
片頭曲
- 「FIRE WARS」

歌、作詞：JAM Project featuring 影山浩宣／作曲：坂下正俊／編曲：河野陽吾
片尾曲
- 「TORNADO」

歌：JAM Project featuring 水木一郎／作詞：工藤哲雄／作、編曲：河野陽吾／弦樂編寫：須藤賢一
插入曲
歌：水木一郎／作詞：工藤哲雄／作曲：坂下正俊／編曲：須藤賢一

#### 魔神凱撒 死鬥！暗黑大將軍
片頭曲
- 「The Gate of The Hell」

歌：JAM Project featuring 福山芳樹／作詞：影山浩宣／作、編曲：河野陽吾
片尾曲
歌、作曲：JAM Project featuring 福山芳樹／作詞：影山浩宣／編曲：河野陽吾
插入曲
歌：JAM Project featuring 遠藤正明／作詞、作曲：影山浩宣／編曲：須藤賢一

### 各話標題
| 話數 | 日文標題 | 中文標題               | 中文標題                       | 劇本     | 分鏡              | 演出     | 作畫監督                          | 販售日         |
| 話數 | 日文標題 | 臺灣                   | 香港                           | 劇本     | 分鏡              | 演出     | 作畫監督                          | 販售日         |
| ---- | -------- | ---------------------- | ------------------------------ | -------- | ----------------- | -------- | --------------------------------- | -------------- |
| 1    |          | 激鬥！雙無敵鐵金剛     | 激鬥！鐵甲萬能俠攜手出擊       | 藤田伸三 | 村田雅彦          | 村田雅彦 | 羽山賢二（人物） 山田起生（機械） | 2001年9月25日  |
| 2    |          | 魔神降臨               | 魔神降臨                       | 藤田伸三 | 西森章            | 雄谷将仁 | 鈴木藤雄（人物） 田中良（機械）   | 2001年11月25日 |
| 3    |          | 甲兒暗殺指令！         | 甲兒暗殺指令！                 | 藤田伸三 | 西森章 村田雅彦   | 村田雅彦 | 羽山賢二（人物） 山田起生（機械） | 2002年1月25日  |
| 4    |          | 莎也佳救出作戰         | 沙也加救出作戰                 | 藤田伸三 | 村田雅彦          | 雄谷将仁 | 鈴木藤雄（人物） 田中良（機械）   | 2002年3月25日  |
| 5    |          | 千鈞一髮！光子力研究所 | 千鈞一髮！光子力研究所危機重重 | 藤田伸三 | 村田雅彦          | 村田雅彦 | 羽山賢二（人物） 山田起生（機械） | 2002年5月25日  |
| 6    |          | 兜甲兒死於岩漿！       | 兜甲兒死於熔岩裡！             | 藤田伸三 | 雄谷将仁 村田雅彦 | 雄谷将仁 | 鈴木藤雄（人物） 田中良（機械）   | 2002年7月25日  |
| 7    |          | 決戰！火焰地獄城！     | 決戰！！炎之地獄城！           | 藤田伸三 | 村田雅彦          | 村田雅彦 | 羽山賢二（人物） 山田起生（機械） | 2002年9月25日  |

### 製作人員
- 監督：村田雅彦
- 系列構成、脚本：藤田伸三／西園悟（魔神凱撒 死鬥！暗黑大將軍）
- 設計：佐藤敬一
- 人物設定：羽山賢二
- 機械設定：山田起生
- 美術：荒井和浩／宮前光春（魔神凱撒 死鬥！暗黑大將軍）
- 音響監督：岩浪美和
- 音樂：信田一男
- 動畫制作：Brain's Base
- 製作：光子力研究所（Bandai Visual、DYNAMIC企画、電通）

## 其他
- 在OVA之前魔神凱撒的造型與設定，幾乎每個版本都有些許差異。
- 在《超級機器人大戰α》裡，凱撒指揮艇（カイザーパイルダー）是由弓弦之助與三博士一起製作出來，用來控制暴走的魔神凱撒。
- 有多種不同以「魔神凱撒」為名的衍生機體。如在漫畫《真無敵鐵金剛ZERO vs 暗黑大將軍》中由金剛大魔神進化成的（Great Mazinkaiser）、Good Smile Company的模型系列「MODEROID」的「魔神凱撒刃皇」、「魔神凱撒雷牙」、「魔神凱撒 Go-Valiant」等等。
- 以《劇場版 無敵鐵金剛 / INFINITY》機體設定的衍生原創模型「無敵鐵金剛凱撒 INFINITISM 」於《超級機器人大戰30》參戰

## 外部連結
- http://www.bandaivisual.co.jp/mazinger/series/ （页面存档备份，存于）
- http://www.bandaivisual.co.jp/mazinger/ （页面存档备份，存于）